# The Inner Spectrum of Variables
The Inner Spectrum of Variables ist ein Musikalbum von Tyshawn Sorey. Die am 13. Dezember 2015 im Studio Systems Two, New York City, entstandenen Aufnahmen erschienen am 3. Juni 2016 auf Pi Recordings.

## Hintergrund
Zu Soreys Stammbegleitern dieser Phase, dem Pianisten Cory Smythe und dem Bassisten Christopher Tordini, gesellen sich bei dieser Aufnahme drei Streicher, Fung Chern Hwei (vom Sirius Quartet) an der Violine, Kyle Armburst (Metropolis Ensemble) an der Bratsche und der Cellist Rubin Kodheli (Brooklyn Rider). Sorey selbst spielt ein erweitertes Schlagzeug mit Gongs und zusätzlichen Becken. Jede der beiden CDs enthält drei Kompositionen, Sätze des größeren Werks. „Movement I (Introduction)“ und „Movement II“ auf CD 1 verkörpern die typischen Merkmale des klassischen Ensemblestils, während „Movement III“ eine avantgardistischere Ausrichtung aufweise, notierte Karl Ackermann. CD zwei beginnt mit „Reverie“, und in den ersten sechs der fünfzehn Minuten spielt Sorey Soli auf verschiedenen Schlaginstrumenten. Zarte Gongs und Becken erzeugen eine ruhige Aura mit anhaltenden Resonanzen und schimmernden Anklängen. Im weiteren Verlauf ist sparsames, aber intensive Violinenspiel zu hören, die das Schlagzeug überlagert. „Movement IV“ zeigt beide Seiten des Doppeltrios mit individuellen Akzenten, bevor sie sich in einem Klangwirbel vereinen. „Movement V + VI + Reprise“ beschließt das Werk, basierend auf den Grundelementen beider Trios.

## Titelliste
- Tyshawn Sorey: The Inner Spectrum of Variables (Pi Recordings PI65)[3]

CD 1
1. Movement I (Introduction) 3:11
2. Movement II 21:51
3. Movement III 32:53

CD 2
1. Reverie 15:07
2. Movement IV 20:14
3. Movement V + VI + Reprise 23:20

Die Kompositionen stammen von Tyshawn Sorey.

## Rezeption
Nach Soreys hochgelobten Alben Oblique-1 (2011) und Alloy (2014) profitiere dessen Doppelalbum The Inner Spectrum of Variables weiterhin von seinem umfangreichem kompositorischen und theoretischen Wissen und seinem einzigartigen Ausdruck musikalischer Ideen, schrieb Karl Ackermann in All About Jazz. Inspiriert von der unerschrockenen Experimentierfreude des 2013 verstorbenen Butch Morris  würde Sorey die Methode des Kornettisten/Komponisten verwenden, um [eine Gruppe von] Improvisationsmusikern zu leiten und dafür Arrangements zu gestalten, während sich die Musik in Echtzeit offenbart. Zu diesem Zweck habe Sorey das Album in einer einzigen 15-stündigen Session aufgenommen. Auch andere Einflüsse spielten eine Rolle: die AACM, Arnold Schönberg und Bach, Steve Reich, Morton Feldman und Frank Zappa.
Sorey verwische nicht so sehr die Grenzen zwischen den konventionellen Rollen von Ensemble und Jazztrio, sondern lasse vielmehr ihre individuellen Stimmen zwei Seiten derselben Geschichte erzählen, so Ackermann weiter. Die lyrischen Feinheiten, die im Mittelpunkt der Suite stehen, würden ihre Eigenschaften häufig vermischen, wie es Lebewesen in so unmittelbarer Nähe tun würden. Die Mischung der Komponenten von The Inner Spectrum of Variables sei spontan und natürlich und lasse die Komplexität und den Umfang von Soreys Vision widerlegen; „es ist die Vision eines modernen Meisters.“
Vereinfacht ausgedrückt handle es sich um eine moderne klassische Komposition mit Streichquartett, akustischem Klavier und Schlagzeug, meinte Martin Longley im Down Beat, der das Album mit dreieinhalb (von fünf) Sternen bewertete. Doch Sorey lasse sich nicht von den Grenzen einschränken, die Schöpfer solcher Werke üblicherweise setzen.